# The Falconer (Oregon)
A The Falconer James Lee Hansen szobra, amelyet valamikor az 1960-as évek és 1973 között állítottak fel az Amerikai Egyesült Államok Oregon államának Eugene városában, az Oregoni Egyetem Prince Lucien Campbell épülete közelében. Az alkotást 2008 novemberében ellopták.
A solymászati eszközöket ábrázoló szobor 91×46×36 centiméteres, tömege 91 és 136 kilogramm között van.

## Története
A műalkotást 1974-ben adományozta Jordan Schnitzer az intézménynek. 1994-ben a Smithsonian Intézet Save Outdoor Sculpture! programjában restaurálandónak ítélték. 20008 novemberében ellopták; az egyetem kétezer dolláros nyomravezetői díjat ajánlott fel.

## Fordítás
- Ez a szócikk részben vagy egészben  a   The Falconer (Hansen) című angol Wikipédia-szócikk ezen változatának fordításán alapul.  Az eredeti cikk szerkesztőit annak laptörténete sorolja fel. Ez a jelzés csupán a megfogalmazás eredetét és a szerzői jogokat jelzi, nem szolgál a cikkben szereplő információk forrásmegjelöléseként.